# Louis Le Roy de La Potherie
Louis Leroy de La Potherie est un homme politique français né le 22 avril 1762 à Angers (Maine-et-Loire) et mort le 18 janvier 1847 à Paris.

## Biographie
Officier d'infanterie en 1789, il émigre en 1790 et rejoint l'armée des princes. Rentré en France en 1801, il est tenu à l'écart jusqu'en 1814. Colonel en 1815, il fait la campagne d'Espagne en 1823 et devient maréchal de camp. Il est député de Maine-et-Loire de 1824 à 1830, siégeant dans la majorité ultra-royaliste. Il refuse de prêter serment à la Monarchie de Juillet et démissionne.

## Sources
- « Louis Le Roy de La Potherie », dans Adolphe Robert et Gaston Cougny, Dictionnaire des parlementaires français, Edgar Bourloton, 1889-1891 [détail de l’édition]